# Laurel und Hardy: Der glückliche Hund
Der glückliche Hund ist eine US-amerikanische Filmkomödie von Jess Robbins wahrscheinlich aus dem Jahre 1921. Er zeigte das erste Mal die Mitglieder des späteren Duos Laurel & Hardy gemeinsam vor der Kamera.

## Handlung
Stan Laurel wird aus seiner Mietwohnung hinausgeworfen, weil er die Miete nicht bezahlen kann. Er trifft auf einen scheinbar streunenden Hund und freundet sich mit ihm an. Gemeinsam treffen sie auf den Räuber Oliver Hardy. Dieser raubt gerade einen hilflosen Passanten aus und will sich danach Stan vornehmen. Allerdings können die beiden fliehen und sich in der Nähe eines Hunde-Theaters in Sicherheit bringen. Dort freundet sich Stans Hund mit einem Pudel an. Dessen Besitzerin Florence Gillet will Stan in die Veranstaltung miteinbeziehen. Er wird aber mit dem Hund wieder hinausgeworfen und alle anderen Hunde folgen ihnen. Die Besitzerin des Pudels sucht verzweifelt nach ihrem Hund, als Stan ihr seinen Hund als Ersatz anbietet. Sie akzeptiert und lädt Stan zu sich nach Hause ein. Dies wird vom Freund der Dame eifersüchtig beobachtet. Um Stan loszuwerden, will der Freund ihn unter Beihilfe von Oliver mit Dynamit umbringen. Wann immer jedoch der Sprengstoff näher zu Stan gelangt, wird er von seinem Hund zu den Banditen zurück befördert. Die Bösewichte verlassen das Haus und explodieren hinter einem Busch.

## Hintergrund

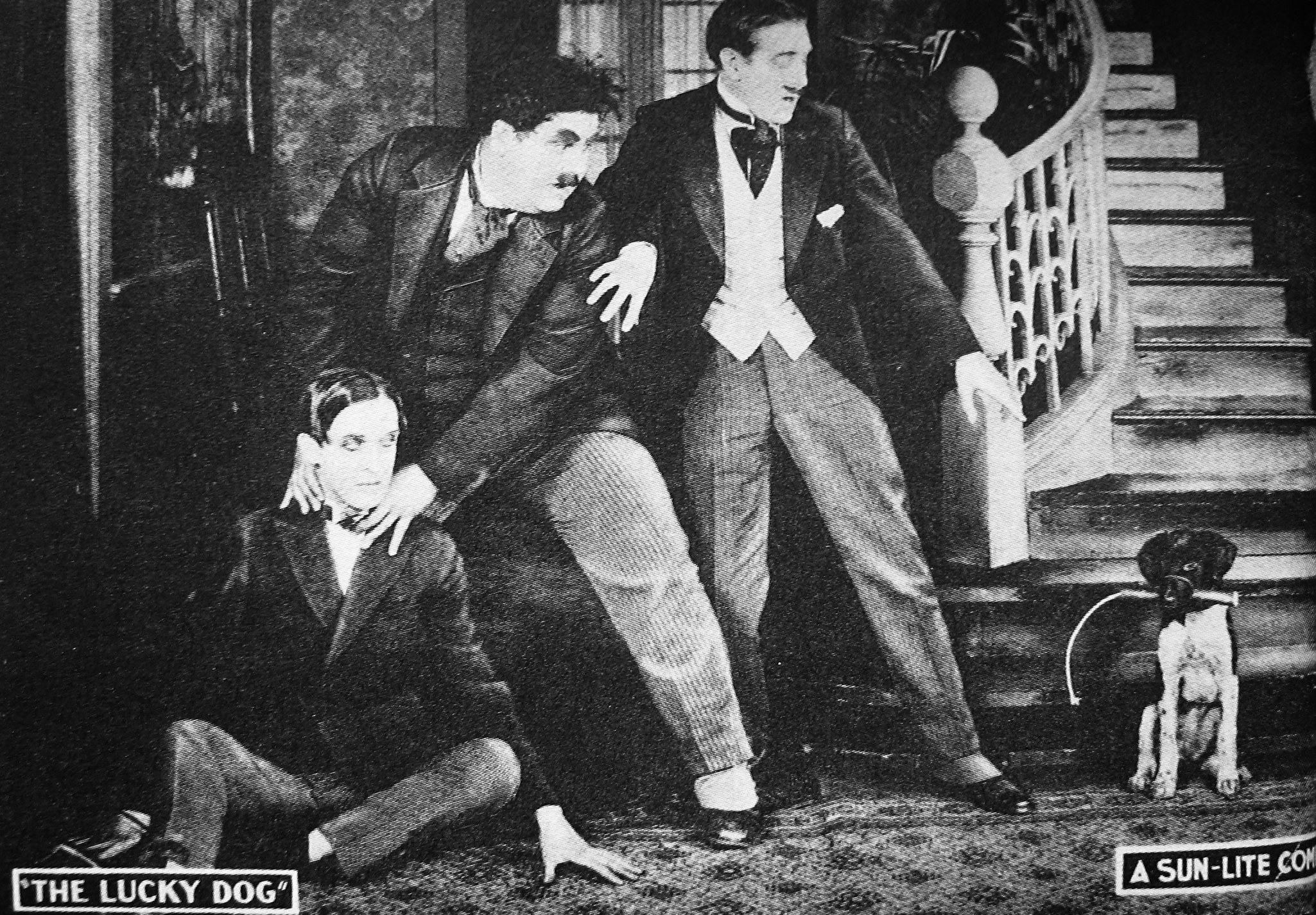
Eine Szene aus „The Lucky Dog“

Der Film wurde von den „Sun-Lite Studios“ produziert. Bis zu einem Interview mit Stan Laurel 1957 wurde angenommen, dass der Film 1917 entstand. Laurel meinte damals, der Film entstand etwa 1918 oder 1919. Aufgrund eines Autokennzeichens im Film kann jedoch auch darauf geschlossen werden, dass der Film in der zweiten Hälfte 1921 entstand.